# Бухта Теляковского
Бухта Теляковского — внутренняя акватория залива Петра Великого Японского моря, располагается у восточного побережья полуострова Гамова в Хасанском районе, Приморского края, между мысом Гамова и мысом Теляковского.

## История
В 1860 году для описания флоры присоединяемого к России Приморья были посланы две экспедиции под руководством ботаников-академиков Маака и Максимовича.

## География
При небольших размерах протяжённости бухты, глубины в ней достигают до 38 метров. Сама вода отличается чистотой и спокойствием, что привлекает большое количество акул, 4 из которых живут здесь постоянно, а ещё около 10 — прибывают сюда в летнее время.
По акватории бухты, по широте 42 градуса 35 минут, проходит граница Дальневосточного Государственного Морского Заповедника (ДВГМЗ), что разделяет бухту на две условные части — южную часть, открытую для посещения, и северную часть, зону полной заповедности восточного участка ДВГМЗ.
Берега бухты Теляковского представляют собой отроги Чёрных гор обрывисто или уступами спускающихся к урезу воды. В основании бухты лежат два галечных пляжа, разделённых гранитным мысом и осыхающими камнями вокруг. Флора представлена травянистыми растениями, сосной могильной, занесённой в Красную книгу, шиповником и рододендроном.

## Туризм
В летний период побережье бухты пользуется большой популярностью у жителей городов Приморья. Вода в бухте теплее всего в первой половине августа.

### Достопримечательности
В бухте расположена достопримечательность — живописный остров Томящегося сердца. На обращённой к морю части острова находится некоторое количество природных ванн заполненных морской и дождевой водой. В одной из них находится округлый камень, по свой форме напоминающий сердце, и если толкнуть его, то он начнет покачиваться издавая звук, словно удары сердца.
Другая достопримечательность, это заброшенный двухамбразурный пулемётный полукапонир, из состава Хасанского сектора береговой обороны, находящийся в заповедной части побережья бухты. Координаты: 42°35’7"N 131°12’43"E

## Происшествия
17 августа 2011 года бухта Теляковского получила печальную известность в российских СМИ после того как 25-летний программист из Владивостока Денис Удовенко лишился рук из-за нападения неизвестного вида акулы.